# Modbury (Australia)
Modbury è un sobborgo di Adelaide, in Australia Meridionale; esso si trova 16 chilometri a nord-ovest del centro cittadino ed è la sede della Città di Tea Tree Gully. Al censimento del 2006 contava 4.599 abitanti.